# Еумолп
Еумолп је у грчкој митологији био елеусински херој, предак свештеничке породице Еумолпида. Заправо сматран је полубогом, чије име има значење „лепа песма“ што указује да је био цењени аутор химни елеусинских мистерија. Сматра се аутором једног хексаметра у химни посвећеној Дионису, а коју потписује Диодор.

## Митологија
Према једном предању, богиња Деметра је Еумолпа поучила светим обредима, а он је успоставио елеусинске мистерије. Између осталог, он је забранио да у тим мистеријама учествују странци. Према Хомеру и Овидијевим „Метаморфозама“, с обзиром да је попут Триптолема, Диокла и Келеја био упућен у тајне мистерије, приписује му се да је пронашао гајење винове лозе и стабала воћа уопште.
У каснијем предању, он је био дивљи Трачанин, син Посејдона и Хионе. У страху од свог оца, Бореје, Хиона је бацила сина у море чим га је родила. Међутим, отац, бог мора, га је спасио и однео у Етиопију. Тамо га је предао на чување својој кћерки Бентесикими. Када је одрастао, Бентесикимин супруг му је дао једну од своје две кћерке за супругу и Исмар и Керик су вероватно синови које је добио са њом. Међутим, напаствовао је своју свастику, па је морао да пребегне у Тракију. Тамо га је срдачно примио краљ Тегирије. Међутим, Еумолп се показао као незахвалан гост и ковао је заверу против свог домаћина. Завера је ипак откривена и он је онда пребегао у Елеусину, чији су га становници срдачно примили. Када му је умро син Исмар, вратио се у Тракију где се помирио са Тегиријем и од њега наследио престо. Није заборавио пријатељство са становницима Елеусине и када су заратили са Атињанима, био им је савезник. Постоји више верзија шта се у том рату десило. Према једној, у рат је отишао Еумолпов син Исмар или Имарад и погинуо заједно са Ерехтејем (који је према другој верзији убио Еумолпа). Тада је успостављен мир, а Еумолп се настанио у Елеусини. Ову верзију је дао Паусанија и према његовом писању, Елеусина је била у вазалном односу, али су њеним становницима Атињани дозволили да славе своје мистерије, са тим да жртве могу да приносе Еумолп и Келејеве кћерке. Након његове смрти, наследио га је млађи син Керик. Према Плутарху и још неким ауторима, Еумолп је погинуо са два своја сина, Форбантом и Имарадом. Према Хигину, он је отишао у Атику са групом Трачана како би тражио земљу која му је по наслеђу припадала. У Атици су његови потомци уживали велике привилегије. У Елеусини, Херакла је очистио од убиства кентаура и научио га певању и свирању на китари. Заправо, био је толико вешт свирач на лири и фрули да је победио на Пелијиним посмртним играма. Због великих разлика у традицијама које говоре о овом јунаку, могуће је да се овде ради о две, па чак и три личности са истим именом. Његов гроб је приказиван једнако у Елеусини и у Атини.

## Друге личности
Према Аполодору, био је свирач на флаути који је лажно сведочио против Тенеда да је завео своју маћеху. Тенед је због тога био протеран, али када се истина касније сазнала, Тенедов отац Кикно је наредио да се Еумолп каменује до смрти.